# 密集指形軟珊瑚
密集指形軟珊瑚（学名：Sinularia densa）为軟珊瑚科指形軟珊瑚屬下的一个种。